# ナビムンバイ
- ナヴィムンバイ
- ナヴィームンバイ

ナビムンバイ（नवी मुंबई, Navi Mumbai）はニューボンベイ、新ボンベイとしても知られ、インドのマハーラーシュトラ州の西海岸の市である。
1972年にムンバイ（ボンベイ）の双子都市・衛星都市として開発された。

## 概要

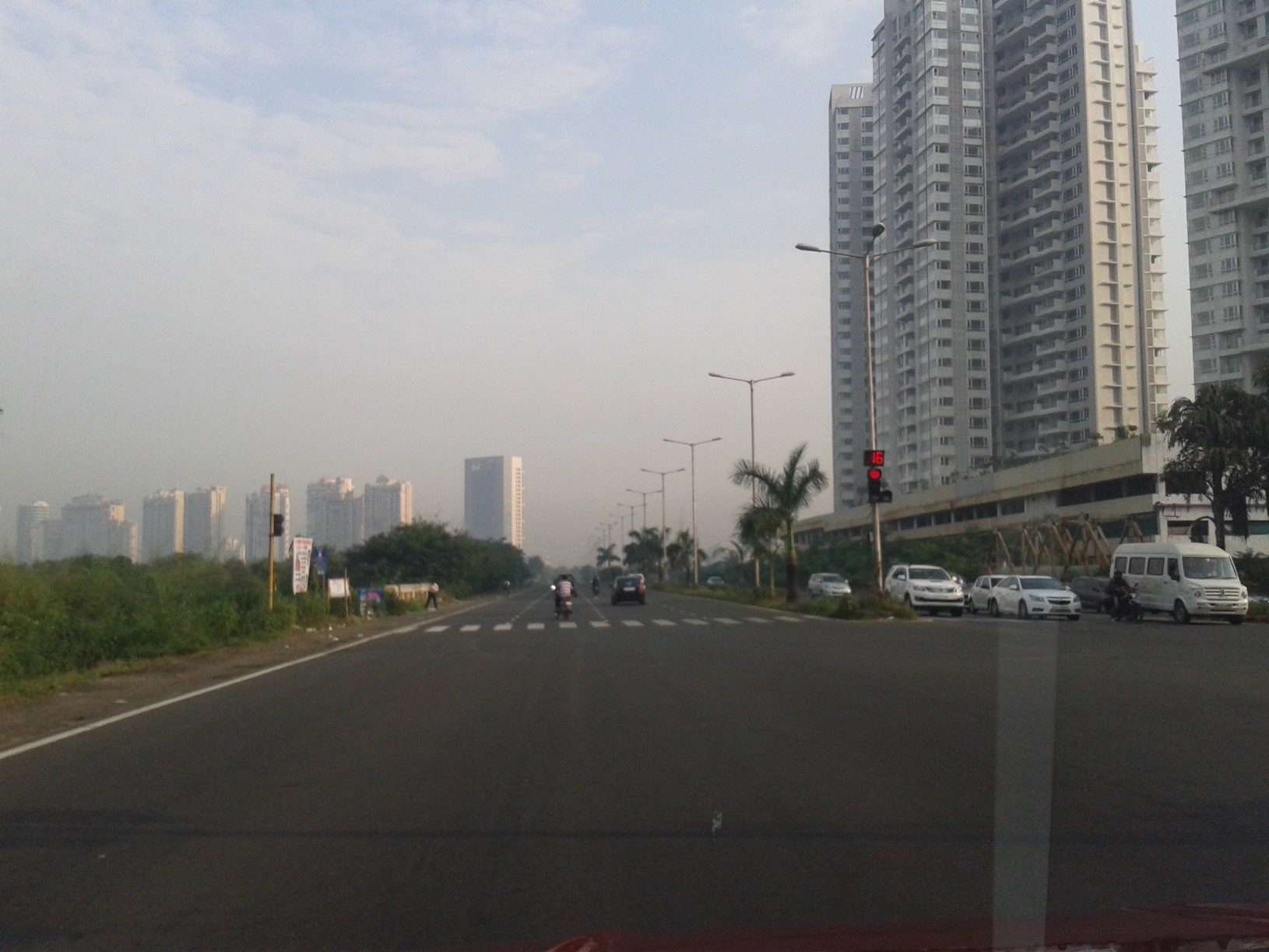
パームビーチ道路

ナビムンバイは、世界的にも大規模な計画都市の一つである。総面積は344平方キロメートルで、ナビムンバイ自治都市 (Navi Mumbai Municipal Corporation(NMMC)) の管轄地域としては163平方キロメートルである。ターネー川東岸の大陸部にあり、北はターネー近くのAiroliから南はUranまで広がっている。市の長さはほとんどムンバイと同じである。Vashi橋とAiroli橋がナビムンバイとムンバイをつなげている。NerulとUranの間に新しい連絡路が建設中である。
ナビムンバイの開発コストのほとんどがVashiとNerul地域にかけられている。その結果、Vashiはナビムンバイの王、Nerulはナビムンバイの女王として知られている。ナビムンバイの人口約110万人のうち、約60万人はNerul、約40万人はVashiに住んでいる。残りはBelapur、KhargharおよびKoparkhairneとその周辺地域に居住する。
ナビムンバイはムンバイ大都市圏の一部であり、アジアの中でも最も裕福な地域の一つとして評価されている。

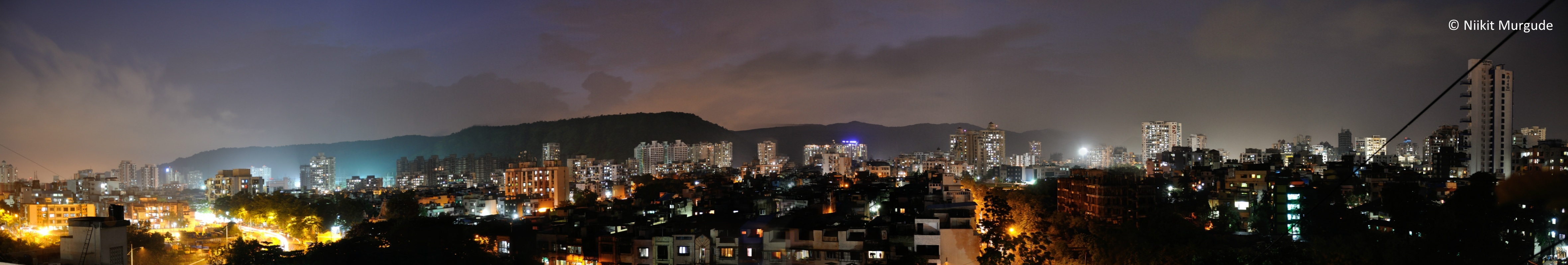
ナビムンバイ夜景

## 交通
ナビムンバイ地下鉄 - 2023年開通。

## 姉妹都市
ナビムンバイは多くの姉妹都市を有している。
- カラカス、ベネズエラ
- ボゴタ、コロンビア
- クルージュ＝ナポカ、ルーマニア
- ダマスカス、シリア
- ハバナ、キューバ
- イスタンブール、トルコ
- テヘラン、イラン
- ジャカルタ、インドネシア